# Екатериновка (Кулундинский район)
Екатериновка — село в Кулундинском районе Алтайского края. Входит в состав Ананьевского сельсовета.

## Физико-географическая характеристика
Село расположено в пределах Кулундинской равнины, к западу от озера Беленькое. По автомобильным дорогам расстояние до районного центра села Кулунда — 59 километров, до краевого центра города Барнаула — 340 километров.

## Население
| 1997 | 1998 | 1999 | 2000 | 2001 | 2002 | 2003 |
| ---- | ---- | ---- | ---- | ---- | ---- | ---- |
| 263  | ↗274 | ↗283 | ↘263 | ↗289 | ↘283 | ↘280 |
| 2004 | 2005 | 2006 | 2007 | 2008 | 2009 | 2010 |
| ↘270 | ↘265 | ↘258 | ↗313 | ↗319 | ↘199 | ↗203 |
| 2011 | 2012 | 2013 |      |      |      |      |
| ↘199 | ↘193 | ↘179 |      |      |      |      |

## История
Основано в 1912 году выходцами с Оренбуржья. До 1917 года меннонитско-баптистское село в составе Златополинской волости Барнаульского уезда Томской губернии. Меннонитская община Пашня.
В советский период — в составе Славгородского уезда Алтайской губернии (с 1917); Славгородского уезда Омской губернии (с 1920); Ключевского района Омской губернии (с 1924); Новокиевского (с 1935); впоследствии Кулундинского (с 1938) района Алтайского края. В 1930-е годы создан колхоз имени Шмидта.